# Yuriko Saito
Yuriko Saito (Sapporo, 1958) és una filòsofa japonesa que va treballar com a professora d'Estètica a l'Escola de Disseny de Rhode Island del 1981 al 2018.
Saito va estudiar a la International Christian University de Mitaka, on es va llicenciar en Arts. Després va fer un postgrau a la Universitat de Wisconsin i es va doctorar en Filosofia amb una menció en literatura japonesa el 1983. Va ser editora de la revista en línia Contemporary Aesthetics, és consultora de l'editorial The British Journal of Aesthetics i va ser membre de la American Society for Aesthetics.

## Obra publicada
- (2007): Everyday aesthetics. Oxford: Oxford University Press.[3]
- (2017): Aesthetics of the Familiar. Everyday Life and World-Making. Oxford: Oxford University Press.
- (2022): Aesthetics of Care. Practice in Everyday Life. London: Bloomsbury Publishing.